# James King
James King (Dodge City, Kansas, 1925. május 22.  – Naples, Florida, 2005. november 20.) amerikai operaénekes.

## Élete
James King egy seriff fiaként született Dodge Cityben, Kansasban. Bár baritonként kezdte, hamarosan tenorra váltott. Hosszú ideig csak énekoktatóként működött Kentuckyban. Csak 1961-ben döntött a színpad mellett. Az újonnan nyílt Deutsche Oper Berlinben debütált Bacchus szerepében (Strauss: Ariadne Naxos szigetén)
1963-ban ugyanebben a szerepben debütált a bécsi Állami Operaházban, itt lett később kamaraénekes. 1965 decemberében Siegmundként (A walkür) debütált Bayreuthban. Hosszú éveken át a legünnepeltebb bayreuthi csillagok közé tartozott. Főleg Wagner- és Richard Strauss-szerepekben aratott sikert.
1995-ben, Wiesbadenben vett búcsút a színpadtól Otellóként. 1983-tól 2003-ig az Indianai Egyetemen tanított, Bloomingtonban.